# Bernalda
Bernalda é uma comuna italiana da região da Basilicata, província de Matera, com cerca de 12.050 habitantes. Estende-se por uma área de 126 km², tendo uma densidade populacional de 95 hab/km². Faz fronteira com Ginosa (TA), Montescaglioso, Pisticci.

## Demografia
| Variação demográfica do município entre 1861 e 2011                               |
|                                                                                   |
| Fonte: Istituto Nazionale di Statistica (ISTAT) - Elaboração gráfica da Wikipedia |